# Саркісян Роза Володимирівна
Роза Володимирівна Саркісян (нар. 20 січня 1987, м. Степанакерт, Нагірно-Карабаська автономна область) — українська театральна режисерка, кураторка.
Головна режисерка Першого академічного українського театру для дітей та юнацтва у Львові (2017—2019).
Режисерка Харківського незалежного театру DeFacto (2014—2016). Режисерка Івано-Франківського національного академічного драматичного театру імені Івана Франка (2019—2021). Стипендіатка Президента України (2019).

## Життєпис
Роза народилася 20 січня 1987 в місті Степанакерт. В 1992 році з батьками переїхала до України.
З 2004 по 2009 рік навчалася на кафедрі політичної соціології соціологічного факультету Харківського національного університету імені В. Н. Каразіна [1]. У 2012 році завершила навчання на кафедрі режисури театрального факультету Харківського національного університету мистецтв (майстерня О. Барсегяна).
З 2012 року співпрацює з низкою інституційних театрів в Україні, Польщі, Німеччині та Бельгії. Окрім цього, активно реалізовує незалежні театральні проєкти та кураторські ініціативи як в Україні, так і за кордоном.
У 2014 році разом з групою однодумців створила на базі Харківської муніципальної галереї незалежний театр DeFacto.3]
З 2014 по 2016 рік була учасницею Лабораторно-освітнього проєкту за підтримки EEPAP (Eastern European Performance Arts Platform).[5]
З 2016 року розпочала співпрацю з драматургинею Іриною Гарець і Театром сучасного діалогу в місті Полтава.
В 2016 році стала однією з режисерок вистави «Мій дід копав, мій батько копав, а я не буду» (Міжнародний проєкт «мапи страху/ мапи ідентичності»).[6]
В 2017 році стала стипендіат Ґауде Полонія (стипендія Міністерства культури Республіка Польща, м. Варшава). В рамках стипендії «Gaude Polonia» здійснила проєкт під керівництвом драматурга і куратора Йоанни Віховської, присвячений дослідженню функціонування незалежного театрального центру «Teatr Komuna // Варшава».[7]
З 2017—2019  обіймала посаду головної режисерки Першого академічного українського театру українського для дітей та юнацтва (м. Львів)[8]
У жовтні 2017 року перемогла у конкурсі молодої режисури від Британської ради в Україні «Taking the stage» з п'єсою Сари Кейн «Психоз 4.48».
У грудні 2019 року перемогла у конкурсі на заміщення вакантної посади режисера-постановника Франківського національного драмтеатру.
Режисерка працює із синтезом театральних ігрових практик, постдокументального театру, кінематографу, музики та перформансу.

## Режисерські роботи
Сєвєродонецький міський театр драми, Сєвєродонецьк
- 2011  — «З широко розкритими очима» (трагіфарс за мотивами п'єс екзистенціалістів ХХ століття)

Театр DeFacto і Харківська муніципальна галерея
- 2014  — «Так, мій фюрере», текст Б. Швайгер, музика О. Малацковська (незавершений концерт для однієї акторки, фортепіано та оркестру, театр DE FACTO, Харків[10][11]
- 2014  — «Часу немає. За склом», site-specific theatre, текст Володимир Снігурченко, Міжнародна бієнале сучасного мистецтва Non Stop Media 2014, Харків [12]
- 2014  — «ВО(й)НА», проєкт-дослідження «ВІЙНА.ВОНА» [13]
- 2015  — «Вбити жінку», перформанс-дослідження, фестиваль «СТАТИ/ГОРИЗОНТАЛЬ», кураторський проєкт Марини Конєвої «Дисморфофобія», Старий Цирк, Муніципальна галерея, Харків
- 2015 — «Музей миру. Музей війни», документальна вистава, текст Д. і Я. Гуменні, театр DE FACTO, Харків [14]

Київський театр «Актор»
- 2018 — «Психоз 4.48» текст Сара Кейн, музика Олександра Малацковська [15][16][17][18][19]

Перший український театр для дітей та юнацтва
- 2018  — «Прекрасні, прекрасні, прекрасні часи», драматургиня Йоанна Віховська за темами твору Ельфріде Єлінек «За дверима»[20]

Львівський академічний драматичний театр імені Лесі Українки
- 2019 — «Мовчанка. Місто, в якому я не хочу жити», гра-перформанс за участю глядачів, копродукція з Освітнім центром прав людини у Львові
- 2020 — «Макбет», драматурги Андрій Бондаренко, Лєна Лягушонкова за мотивами В. Шекспіра, лабораторна робота зі студентським курсом кафедри майстерності актора і театрознавства ЛНУ ім. І. Франка[21]

Івано-Франківський національний академічний обласний музично-драматичний театр імені Івана Франка
- 2020 — «Навіщо Лемуру хвіст Чупакабри?»

Театр Повшехни (м. Варшава, Польща)
- 2022 — «Radio Mariia», драматургія Йоанна Віховська, Кристина Беднарек

Незалежні театральні проєкти, міжнародні копродукції, проєкти в рамках лабораторій
- 2012  — «Шокошопінг» (бліц вистава за п'єсою М. Жупанчича), Харківський Будинок актора, Харків
- 2012  — «ОЗВЕЗДАМОИХ» (бліц вистава за п'єсою А.Афанасьєв), Фестиваль дитячої драматургії «Прем'єра Про», Москва [22][23]
- 2013 — «Вдома» В. Розова, «Фестиваль, присвячений 100-річчю В. С. Розова», Російський академічний молодіжний театр, Москва [24][25]
- 2013 — «Гамлет» за мотивами У. Шекспіра, Лабораторія «Всесвіт Шекспіра», Російський академічний драматичний театр Удмуртії, Іжевськ [26]
- 2016 — «Мій дід копав. Мій батько копав. А я не буду»[27][28] вистава, в рамах польсько-українського перформативного проєкту «Мапи страху. Мапи ідентичності»  — співрежисерка разом з польсько-британською режисеркою Агнешкою Блонською, драматурги Йоанна Віховська і Дмитро Левицький[29][30][31][32][33][34]
- 2016  — «Теорія великого фільтра» вистава в рамах проєкту ОБСЄ та Суспільної служби України «Злочини на ґрунті упереджень», Театр сучасного діалогу, Полтава[35] [36][37]
- 2018  — «Склянка морквяного соку» (документальна вистава в рамках проєкту «Протидії насилля в сім'ї»), драматург Ірина Гарець, ГО «Вдома», Івано-Франківськ[38]
- 2018  — «Голоси околиць: про вибір» (документальна вистава в рамках проєкту «Голоси околиць: робота з підлітками з села Черниця, Бродівський район, Львівська область»[38]
- 2020 — «H-effect», постдокументальна вистава, драматургиня Йоанна Віховська[39]
- 2021 — «Демо. Вправи для початківців», перформанс, драматургія Йоанна Віховська, Люба Ільницька[40]

Кіно
- 2017, «Людина з обличчям», анімаційний документальний короткометражний фільм за мотивами книги Варвари Барац — співрежисерка з Діаною Ходячих[41][42][43]

## Кураторська робота, педагогічна діяльність
- 2014, одна з засновниць незалежного проєктного театру «Театр DeFacto» (Харків)[44]
- 2015, Європейські театральні студії в Муніципальній галереї (Харків) — співкураторка[45][46]
- 2015, Школа акторської майстерності AlterSchool (Харків) — викладачка акторської майстерності
- 2016, (Non)fiction Lab, лабораторія перформативних досліджень та політичного театру  — кураторка проєкту, викладачка
- 2016, «Квартира Міллер», мистецький проєкт за підтримки Фундації Центр сучасного мистецтва і онлайн журналу Korydor «Від першої особи: Пам'ять. Голос. Діалог»  — одна з авторок проєкту[47]
- 2017, «Театральна лабораторія: за межами страху» (Запорізька нова драма, Запоріжжя) — тренерка, режисерка
- 2017, Фестиваль незалежного українського театру «Десант. ЮА» (Варшава) — співкураторка разом з Йоанною Віховською[48][49][50]
- 2018, Літня школа акторської та режисерської майстерності Національної спілки театральних діячів України (Буча, Київ) — тренерка[51]

## Нагороди та номінації
- 2017 — лауреат всеукраїнського конкурсу молодих режисерів «Taking the stage 2017» від British Council Ukraine з ескізом вистави «Психоз 4:48» Сари Кейн[52]
- 2017 — лауреат стипендіальної програми від Міністра культури Республіки Польща «Gaude Polonia — 2017»[53]
- 2018 — лауреат "Премія Львівської міської ради "Найкращий працівник культури 2018 року. Номінація «Театральне мистецтво»[54]
- 2019 — учасниця програми Європейського Союзу Culture Bridges (Берлін)[55]
- 2019 — стипендіат Президента України 2019—2020 в галузі «Театральне мистецтво»
- 2019 — Спеціальна премія журі Всеукраїнського театрального фестивалю «Світогляд» за «Креативність творчого пошуку» (режисерка Роза Саркісян)